# Pomnik w hołdzie żołnierzom Żandarmerii Wojskowej w Warszawie
Pomnik w hołdzie żołnierzom Żandarmerii Wojskowej – pomnik znajdujący się przed gmachem Komendy Głównej Żandarmerii Wojskowej przy ul. Ostroroga, na warszawskiej Woli, wzniesiony według projektu Marka Moderau. 

## Odsłonięcie
Odsłonięcie pomnika miało miejsce 28 maja 2013 r., w przededniu święta Dnia Weterana Działań poza Granicami Państwa. Odsłonięcia dokonali: w imieniu Prezydenta RP − Zbigniew Włosowicz (zastępca szefa BBN), ministra obrony narodowej − Piotr Lis (dyrektor generalny MON), a także Andrzej Krzysztof Kunert − sekretarz Rady Ochrony Pamięci Walk i Męczeństwa, gen. dyw. dr Mirosław Rozmus (komendant główny Żandarmerii Wojskowej) oraz Bożena Bukowska (matka st. szer. Grzegorza Bukowskiego z OS ŻW Mińsk Mazowiecki, poległego podczas misji w Afganistanie). 
Poświęcenia pomnika dokonał biskup polowy WP Józef Guzdek.